# HTTP
HTTP eller HyperText Transfer Protocol er en protokol, som primært bruges til kommunikation på World Wide Web (WWW). Specifikationerne bestemmes af W3C (World Wide Web Consortium).
HTTP er en protokol der beder en server på TCP-port 80 (med mindre andet er angivet) om specifikke ressourcer. Serveren svarer med HTTP-protokolkode for at angive det overordnede resultat af anmodningen, og derefter typisk selve ressourcen (fx et HTML-dokument eller et billede) eller en fejlbesked.
HTTP 1.0 er forskellig fra andre protokoller (såsom FTP), idet forbindelsen afbrydes, efter at den ønskede opgave er udført (eller en serie af opgaver er udført). Dette er ideelt for WWW, hvor der henvises til sider på tværs af webservere. Det kan dog skabe problemer for programmøren, da der kan være behov for at kende brugerens nuværende situation på serveren. Dette kan registreres i en såkaldt cookie. HTTP 1.1 kan opretholde forbindelsen (Connection: keep-alive).
HTTP kan også køre over en SSL-forbindelse (kaldet HTTPS i sammenhæng), hvilket gør HTTP-transmissionen krypteret, så længe den forstås på begge sider af forbindelsen.
Den præcise beskrivelse af HTTP version 1.1 er beskrevet i RFC 2616. Efterfølgeren, HTTP/2, blev standardiseret i 2015.

## Typer af forespørgsler
HTTP definerer otte handlinger som en klient kan anmode om. De hyppigst anvendte er GET eller POST:
- GET – Bede om/læse en webside.
- HEAD – Læse en websides headerinformation.
- POST – Sender information til en webside (f.eks. fra formular hvor brugeren har udfyldt nogle oplysninger).
- PUT – (Over)skrive en webside (dvs. lagre en ny version).
- DELETE – Slette en webside.
- TRACE – Sende forespørgslen uændret tilbage (for at kontrollere forbindelsen)
- OPTIONS – Spørger hvilke metoder serveren understøtter.
- CONNECT – Anvendes med proxy-servere til SSL-tunneller.

Metoderne GET og HEAD er definerede som sikre og beregnet udelukkende til informationshentning. 
Ikke-sikre metoder (som POST, PUT og DELETE) bør i webklienten præsenteres særskilt (for eksempel som knapper i stedet for links), så brugeren er vidende om de potentielle effekter af deres anvendelse.